# Agélaos fils d'Hippase
Pour les articles homonymes, voir Agélaos.
Dans la mythologie grecque, Agélaos (en grec ancien Ἀγέλαος) est un héros de la guerre de Troie.

## Famille
Agélaos est le fils de la nymphe Ocyrhoé et de son époux Hippase dont elle a plusieurs enfants  : Charops, Socos, Apisaon, Agélaos lui-même et Hippomédon (tous combattants troyens dans la guerre de Troie). Si Hippase et les trois premiers fils sont déjà connus d'Homère, Ocyrhoé et les deux suivants ne sont cités que par Quintus de Smyrne.

## Évocation moderne

### Astronomie
Agélaos a donné son nom à l'astéroïde troyen de Jupiter (4722) Agélaos.